# Не прикасайся ко Мне
Не прикасайся ко Мне (лат. Noli me tangere, греч. Μή μου ἅπτου) — евангельский сюжет, описывающий первое после Воскресения явление Христа Марии Магдалине, которая, таким образом, первая увидела воскресшего Спасителя. Он же сказал ей: «не прикасайся ко Мне, ибо Я ещё не восшёл к Отцу Моему; а иди к братьям Моим и скажи им: восхожу к Отцу Моему и Отцу вашему, и к Богу Моему и Богу вашему» (Ин. 20:11—17).
Сюжет использовался для написания икон «Не прикасайся ко Мне» (в Европе «Noli me tangere»), в которых Мария Магдалина изображена протягивающей руки к Христу, а также обязательно — стены Небесного Иерусалима.

## Интерпретация
Согласно объяснению швейцарского католического теолога Мориса Зунделя (1897—1975), обращаясь к Марии Магдалине с просьбой не трогать Его (точный перевод: «Не удерживай Меня»), Иисус указывает на то, что на следующий день после Воскресения связь между Ним и людьми ещё «не установлена» и тело Его ещё «не прославлено». Общение людей с Ним станет возможным только после Вознесения: «И когда Я вознесён буду от земли, всех привлеку к Себе» (Ин 12:32). Именно поэтому Мария вначале не узнала Христа, приняв его, согласно тексту Евангелия, за садовника. Аналогичным образом позднее, когда Фома протянул руку, чтобы прикоснуться к Его ранам, Иисус говорит ему: «ты поверил, потому что увидел Меня; блаженны не видевшие и уверовавшие» (Ин. 20:29).

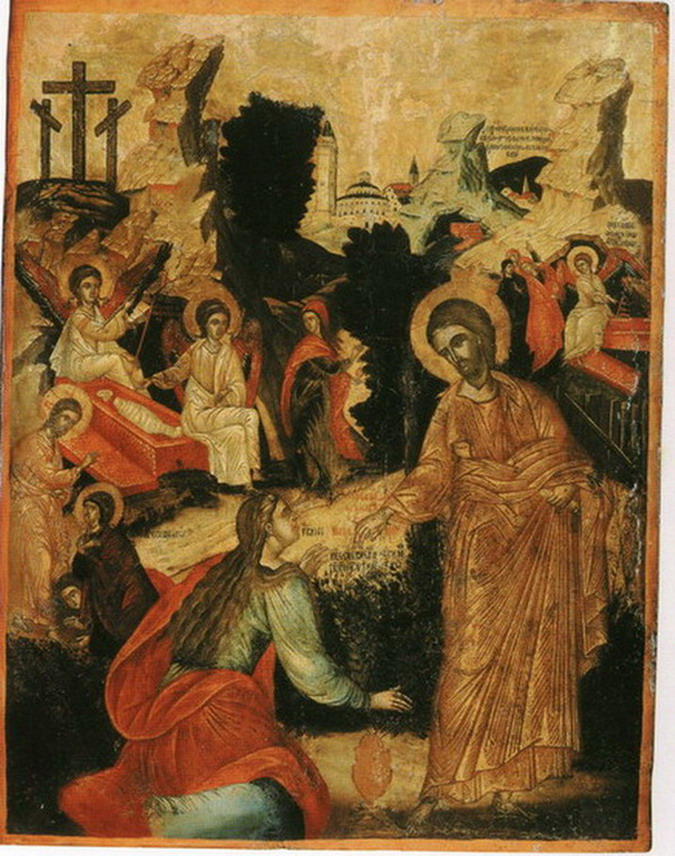
Православная икона «Не прикасайся ко мне»
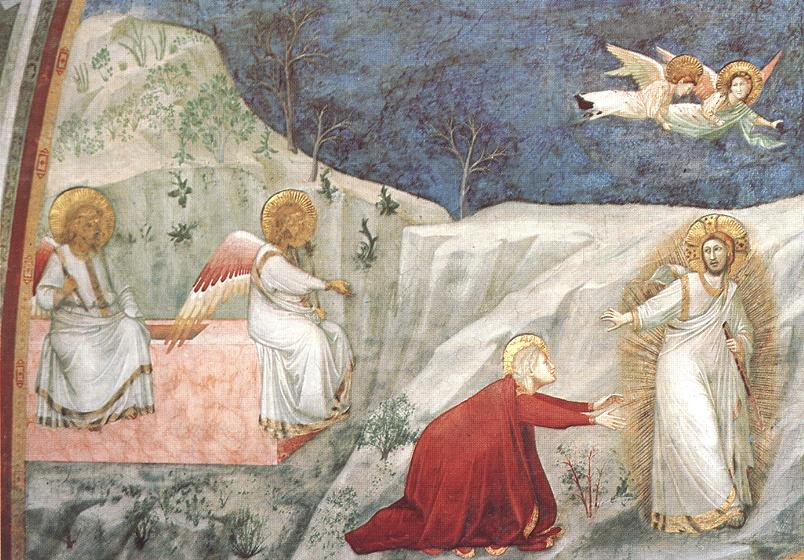
Джотто. Фреска в церкви Сан-Франческо в Ассизи. Ок. 1320
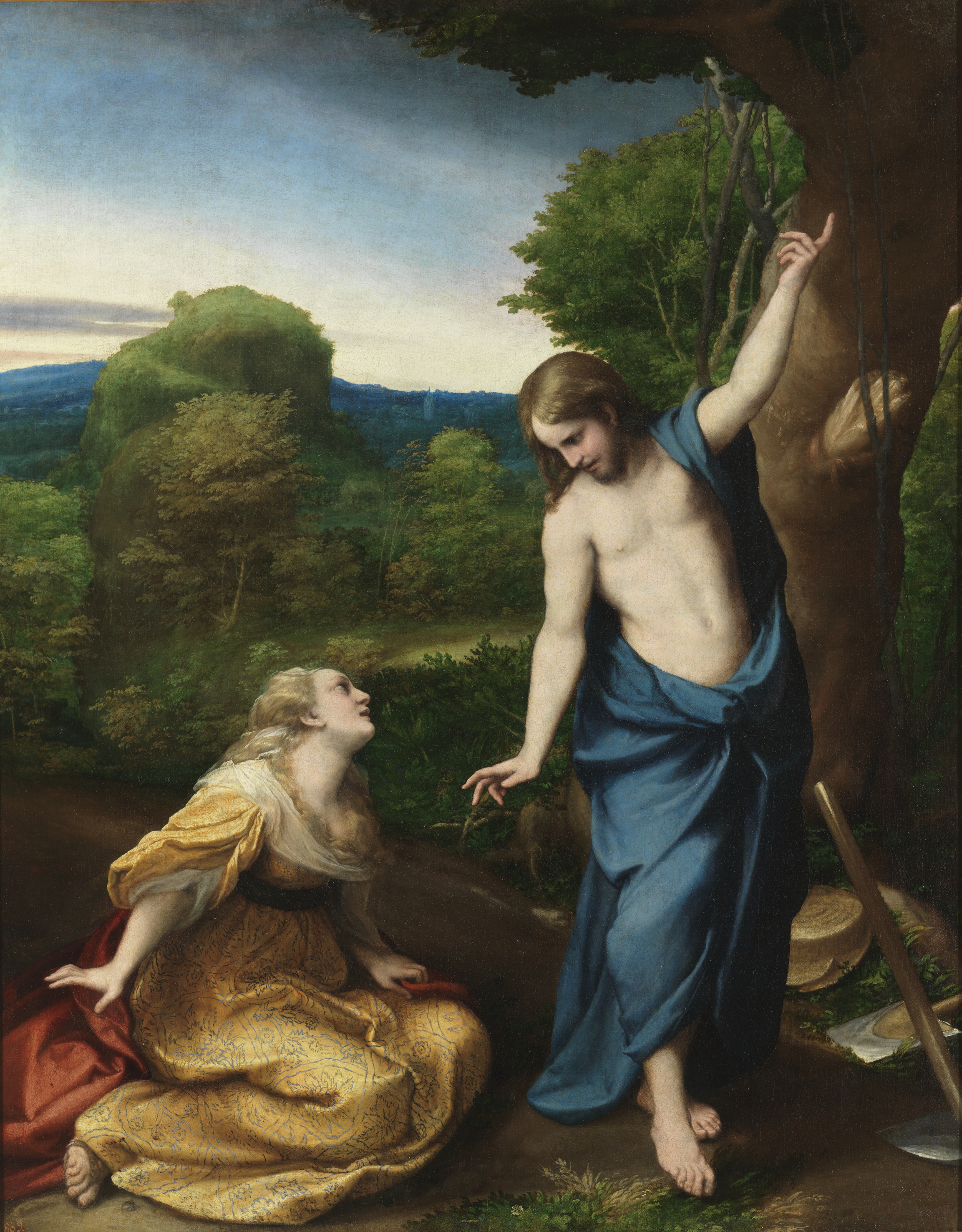
Корреджо. Noli me tangere.  Ок. 1518. Холст, масло. Прадо, Мадрид
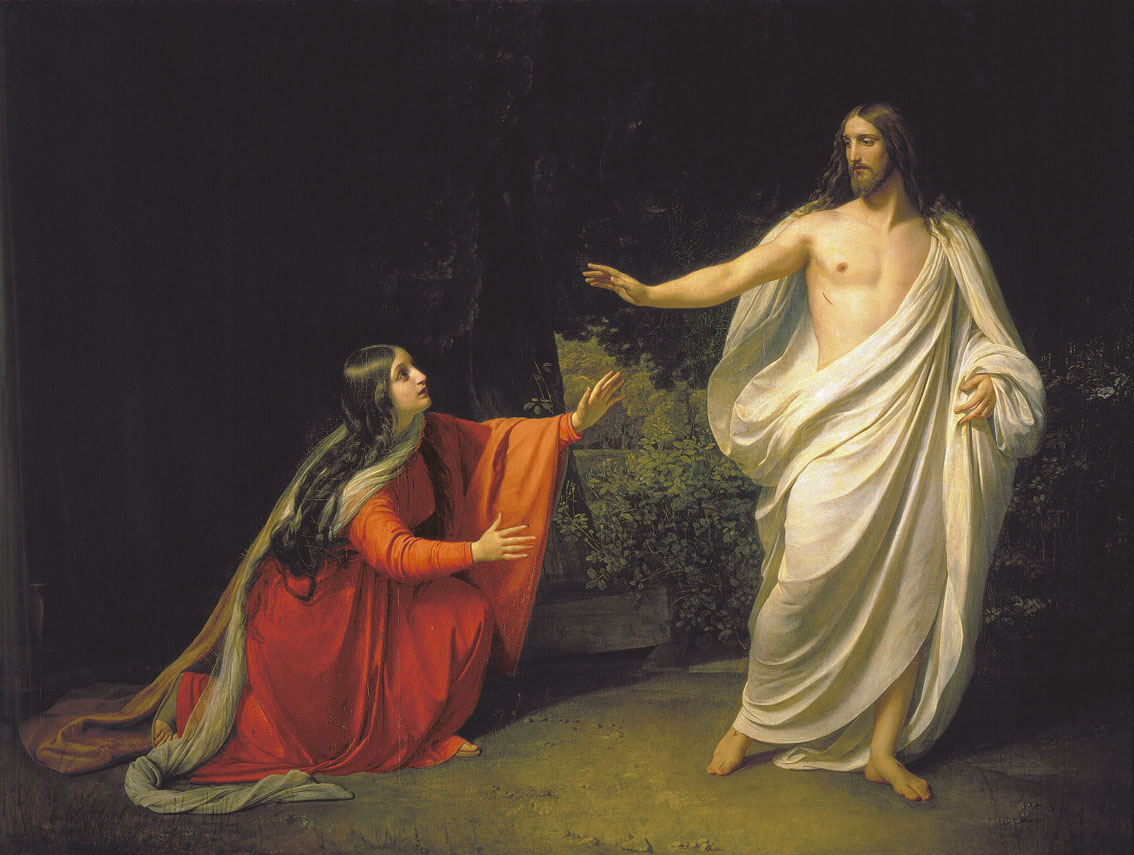
А. А. Иванов. Явление Христа Марии Магдалине после Воскресения. 1835. Холст, масло. Государственный Русский музей, Санкт-Петербург